# Битва під Вінчестером (1141)
Битва під Вінчестером (англ. Battle of Winchester, 14 вересня 1141 року) — одна з битв громадянської війни в Англії 1135—1154 року між прибічниками короля Стефана і королеви Матильди. Поразка Матильди в битві під Вінчестером поклала край її правлінню в Англії. У битві був захоплений у полон Роберт Глостерський, якого згодом обміняли на короля Стефана, що перебував у руках прибічників Матильди з часів битви під Лінкольном. В англійській історіографії битва відома під назвою «Вінчестерська втеча» (англ. Rout of Winchester)

## Передісторія
Внаслідок битви під Лінкольном 2 лютого 1141 року англійський король Стефан Блуаський потрапив у полон до прибічників королеви Матильди та був ув'язнений у Бристольській фортеці. Це дозволило Матильді захопити владу в країні. 8 квітня 1141 року у Вінчестері її було обрано королевою Англії. У червні Матильда прибула в Лондон. Однак перебування королеви в Лондоні виявилось нетривалим: скасування міських привілеїв та спроба введення податку на майно городян (тальї) спричинили заколот в місті. Матильда була змушена тікати в Оксфорд. У той самий час у Кенті була сформована нова армія прибічників короля Стефана. На чолі її встав Вільгельм Іпрський і дружина Стефана Матильда Булонська, яка мала велику популярність серед англійців. Королівські війська увійшли в Лондон, де їх з натхненням зустріли городяни. Матильді Булонській шляхом перемовин і нових дарувань земель вдалось залучити на свій бік значну частину колишніх соратників королеви Матильди. Найбільшого значення мав перехід на сторону короля Генріха Блуаського, єпископа Вінчестерського й папського легата, який мав величезний вплив на англійське духовенство. Дізнавшись про це, королева Матильда наприкінці серпня 1141 року вирушила до Вінчестеру, сподіваючись утримати Генріха Блуаського від приєднання до табору короля. 31 серпня війська Матильди без спротиву увійшли в місто та взяли в облогу єпископський замок Вулвсі, однак сам Генріх Блуаський до цього часу вже залишив Вінчестер.

## Перебіг битви

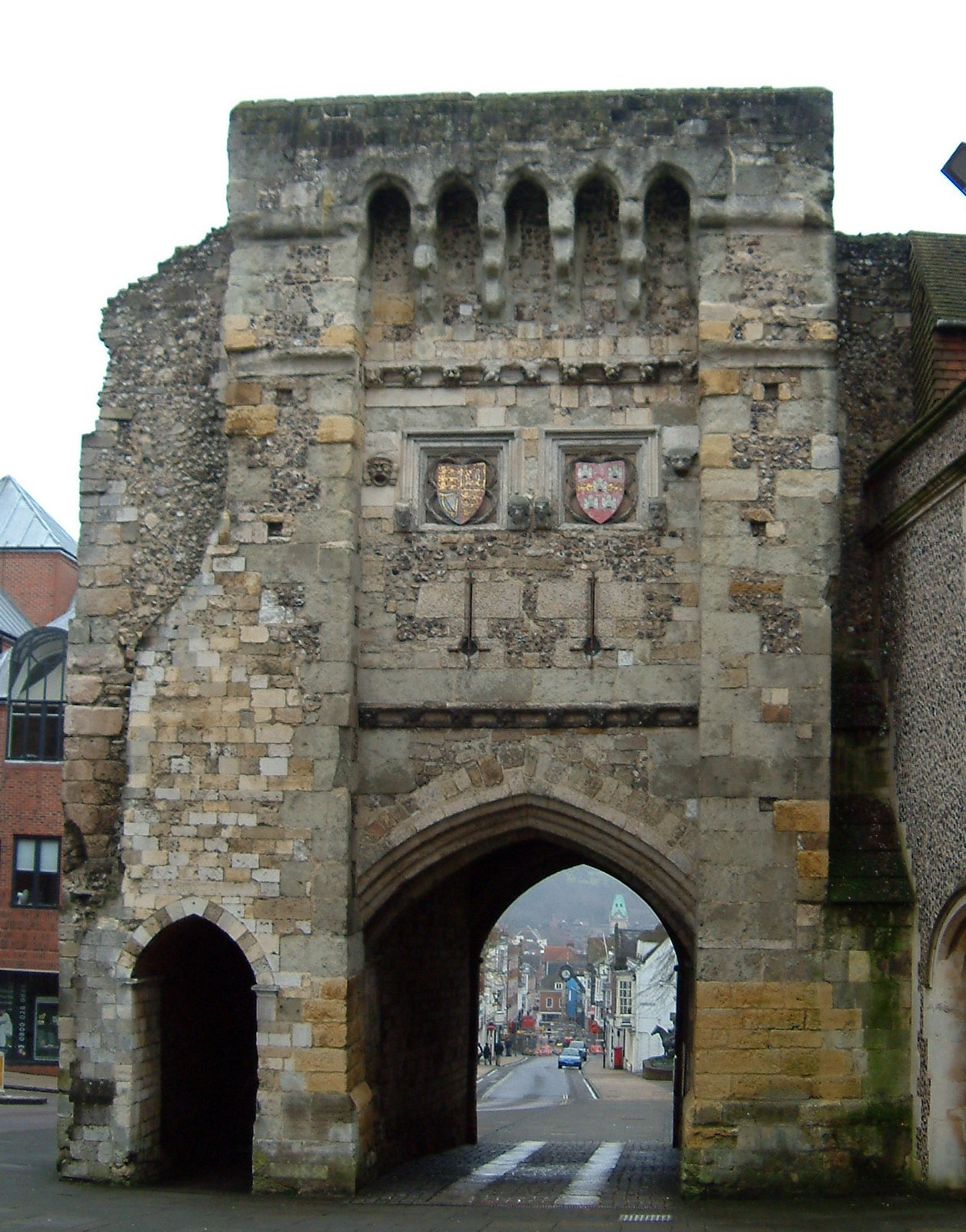
Частина єпископського замку Вулвсі у Вінчестері

У той час, поки армія Матильди тримала в облозі Вулвсі, на допомогу місту вирушили основні сили прибічників Стефана, на чолі з Вільгельмом Іпрським. Ймовірно, під Вінчестером зійшлись головні сили обох супротивників. Відомо, що навіть Лондон надав у королівську армію загін в розмірі близько 1000 солдат. Генріх Блуаський, який остаточно перейшов на бік короля, організував підпал Вінчестера, в результаті чого більша частина міста, включаючи королівський палац і фортецю, зведену ще Вільгельмом Завойовником, була знищена.
Після підходу армії Вільгельма Іпрського війська Матильди, що тримали в облозі єпископський замок, самі опинились в оточенні силами супротивника, що переважали. Нестача продовольства та епідемія, що спалахнула в лавах армії імператриці, змусили Матильду й Роберта Глостерського ухвалити 14 вересня рішення про відступ. Їхні війська були негайно атаковані королівською армією, в результаті чого відступ перетворився на безладну втечу. Матильді ледь вдалось врятуватись, й у супроводі Брайєна Фіц-Каунта вона дісталась Глостера. Невдовзі туди прибув і Міль Глостерський, змушений залишити своє озброєння й обладунки на полі бою й лишився, за висловом сучасника «наполовину голим». Однак Роберт Глостерський, брат імператриці й лідер її партії, який організовував прикриття відходу Матильди, був оточений поблизу Стокбриджа та взятий у полон.

## Наслідки
Полонення Роберта Глостерського дозволило звільнити короля Стефана. 1 листопада 1141 року в обмін на звільнення Роберта Стефан Блуаський також отримав свободу. Його було відновлено на престолі, а на Різдво 1141 року повторно короновано королем Англії. Таким чином, перевага, отримана Матильдою після битви під Лінкольном, зійшла нанівець. Більше того, табір Матильди залишила ціла низка видних англійських баронів і священнослужителів, що перейшли на бік короля, а територія, що перебувала під контролем Матильди, знову скоротилась до кількох західних графств. Громадянська війна тривала, однак перевага почала поступово схилятись на бік короля Стефана.